# Super Sidekicks
Super Sidekicks es una serie de videojuegos de fútbol creada por SNK para la consola Neo Geo.

## Super Sidekicks
Publicado en 1992, el Super Sidekicks original (Conocido en Japón como "Tokuten Ou", "El rey del gol") es el primer videojuego de fútbol de SNK. Cuenta con 12 equipos divididos en dos grupos, que compiten por la Copa SNK (La principal diferencia entre los equipos es su formación en la cancha):
Grupo A:  Alemania,  Italia,  España,  Inglaterra,  México,  Japón
Grupo B:  Argentina,  Países Bajos,  Brasil,  Francia,  Estados Unidos,  Corea del Sur
El equipo del jugador se enfrenta contra los otros cinco de su grupo y luego pasa a semifinales y luego a la final de la copa. Hay una característica oculta en el juego que afecta al juego, ya que durante un tiro libre para la CPU si el jugador pulsa el botón "A" para el jugador 2, la CPU realiza un tiro corto, mientras que presionando el botón "A" realiza un saque largo.
Un error notorio en el juego es que el uniforme de  España lleva los colores de  Portugal, el cual no aparecería hasta Super Sidekicks 3.

## Super Sidekicks 2: The World Championship
Publicado en 1994 (Título en Japón: Tokuten Ou 2 - Real Fight Football, "Rey del Gol 2: Batalla real de fútbol") la secuela corrigió muchas de las fallas e imperfecciones del primer juego, incluyendo la capacidad de cambiar el control de los jugadores durante el  juego, una portería más pequeña y no más saques largos (En Super Sidekicks 1, un disparo simple era a veces demasiado largo, conduciendo a un saque de banda). Incrementó el número de Selecciones a 48, divididas en 6 regiones geográficas:
UEFA A:  Italia,  Inglaterra,  España,  Países Bajos,  Suiza,   Noruega,  Turquía,  Irlanda.
UEFA B:  Alemania,  Francia,  Bulgaria,  Suecia,  Rusia,  Grecia,  Bélgica,  Rumania.
Concacaf/OFC:   Estados Unidos,  México,  Canadá,  Australia,  Nueva Zelanda,  Costa Rica,  El Salvador,  Honduras.
AFC:  Corea del Sur,  Japón,  Arabia Saudita,  Taiwán (como República de China)  China,  Irán,  Hong Kong,  Emiratos Árabes Unidos.
Conmebol:  Brasil,  Argentina,  Paraguay,  Colombia,  Bolivia,  Uruguay,  Perú,  Ecuador.
CAF:  Camerún,  Marruecos,  Nigeria,  Egipto,  Sudáfrica,  Costa de Marfil,  Guinea,  Zambia.
Una vez comenzado el juego, el jugador va al "Último partido regional para la clasificación" contra otro equipo de la misma región. Luego de vencerlo, el jugador clasifica al Campeonato Mundial, donde enfrenta a tres equipos en una ronda eliminatoria. Una vez ganados todos los partidos, se entra en un torneo eliminatorio: los cuartos de final, semifinal y final del Campeonato Mundial. Este tipo de torneo es reminiscente de la Copa Mundial de Fútbol. Si el partido termina empatado, el jugador tiene la opción de jugar nuevamente, repitiendo el partido, definiendo el partido por gol de oro (Esta opción no se encontraba en Super Sidekicks) o desde el punto penal.
Los juegos posteriores siguieron utilizando el diseño y la jugabilidad de Super Sidekicks 2.

## Super Sidekicks 3: The Next Glory
Publicado en 1995 (Título en Japón: "Tokuten Ou 3 - Eikoue no Michi", "Rey del Gol 3: Camino a la gloria"), es el tercer juego de la serie Super Sidekicks. Esta tercera entrega cuenta con 64 Selecciones divididas en 8 regiones:
UEFA A:  Italia,  Países Bajos,  Suiza,  Noruega,  Inglaterra,  Turquía,  Portugal,  Polonia.
UEFA B:  Alemania,  España,  Irlanda,  Bélgica,  Rumania,  Dinamarca,  Gales,  República Checa.
UEFA C:  Francia,  Suecia,  Bulgaria,  Rusia,  Grecia,  Austria,  Hungría,  Finlandia.
CAF:  Nigeria,  Marruecos,  Camerún,  Egipto,  Sudáfrica,  Zambia,  Costa de Marfil,  Guinea.
Concacaf:   Estados Unidos,  Canadá,  Guatemala,  México,  Costa Rica,  El Salvador,  Puerto Rico (Reemplazando a  Honduras),  Panamá.
Conmebol:  Brasil,  Colombia,  Argentina,  Bolivia,  Uruguay,  Ecuador,  Perú,  Chile (Reemplazando a  Paraguay).
AFC A:  Australia,  Nueva Zelanda,  China,  China Taipéi (Como Taiwán),  Irán,  Vietnam,  Irak,  Singapur.
AFC B:  Arabia Saudita,  Corea del Sur,  Japón,  Emiratos Árabes Unidos,  Hong Kong,  India,  Tailandia,  Malasia.
El modo Campeonato Mundial es el mismo que el de Super Sidekicks 2.
Las nuevas características del juego son el poseer nombre para los jugadores de las Selecciones, además se incluye cuántos goles ha anotado este durante el partido. Además de esto, posee torneos regionales: Campeonato Sudamericano, Campeonato Europeo, Campeonato Africano y Campeonato Asiático.
Este juego sería relanzado tres años más tarde, en 1998 bajo el nombre Neo Geo Cup '98: The Road to Victory. Debido a que en ese año se disputaba la Copa Mundial de Fútbol 1998, se cambiaron algunos nombres en los jugadores, en las vestimentas y en los equipos:
 Croacia reemplazó a  Polonia
 Escocia reemplazó a  Gales
 Yugoslavia reemplazó a  Finlandia
 Túnez reemplazó a  Guinea
 Jamaica reemplazó a  Panamá
 Paraguay volvió y reemplazó a  Bolivia
Sin embargo, el juego se juega y luce exactamente igual que Super Sidekicks 3, incluso las animaciones de los goles se mantienen intactas.
Una vez más, SNK falló en conseguir la licencia de FIFA y debió retocar los nombres de los jugadores.

## The Ultimate 11: SNK Football Championship
Publicado en 1996 (Título en Japón: "Tokuten Ou - Honoo no Libero", "Rey del Gol: Ardiente Líbero"), a pesar de su título internacional, se considera el cuarto juego de la serie Super Sidekicks. Contiene 80 Selecciones divididas en 8 regiones:
UEFA A:   Italia,  España,  Portugal,  Gales,  Francia,  Inglaterra,  Irlanda,  Escocia,  Irlanda del Norte (Como North Ireland),  Islandia.
UEFA B:  Alemania,  Suecia,  Bélgica,  Dinamarca,  Austria,  Países Bajos,  Suiza,   Noruega,  Finlandia,  Croacia.
UEFA C:  Bulgaria,  Rusia,  Turquía,  República Checa,  Rumania,  Grecia,  Hungría,  Polonia,  Eslovaquia,  Israel
CAF:  Nigeria,  Camerún,  Zambia,  Costa de Marfil,  Sudáfrica,  Egipto,  Marruecos,  Zimbabue,  Túnez ,  Argelia.
Concacaf:  Estados Unidos,  Canadá,  El Salvador,  Panamá,  Guatemala,  México,  Puerto Rico,  Costa Rica,  Jamaica,  Honduras.
Conmebol:  Brasil,  Colombia,  Bolivia,  Paraguay (Regresa a la saga),  Chile,  Argentina,  Uruguay,  Ecuador,  Perú,  Venezuela.
AFC A:  Arabia Saudita,  India,  Irak,  Emiratos Árabes Unidos,  Irán,  Catar,  Omán,  Baréin,  Kuwait,  Uzbekistán.
AFC B:  Australia,  China,  China Taipéi,  Tailandia,  Nueva Zelanda,  Corea del Sur,  Japón,  Malasia,  Hong Kong,  Singapur.
El nombre de los jugadores se mantiene en el juego, mas no cuántos goles en total han anotado. Los torneos regionales fueron removidos y reemplazados con el SNK Football Championship (el cual aparece en el título del juego), un torneo eliminatorio donde el jugador puede elegir un oponente de cualquier región para enfrentar. En la última región que se juegue, tendrá lugar el partido definitorio. Si el jugador realiza una buena actuación tiene la posibilidad de enfrentar a un equipo oculto llamado SNK Superstars (Superestrellas de SNK), en el que hay personajes de juegos de lucha como jugadores.
Los equipos ahora tienen una barra de carga (Similar a la de los juegos de lucha), la cual es cargada dependiendo de cuánto tiempo el jugador mantenga el balón. Cuando la barra está completamente cargada, si el jugador se encuentra cerca de la portería, puede rematar un disparo virtualmente imparable, dependiendo del equipo rival. Los seleccionados se encuentran clasificados del número 1 al 80, al igual que sus contrapartes en la vida real.
The Ultimate 11 es uno de los pocos juegos de Neo Geo en contar con un patrocinador corporativo: Akai.